# مانفريد روس
مانفريد روس (بالألمانية: Manfred Ross)‏ هو مجدف ألماني، ولد في 20 يناير 1940.

## وصلات خارجية
- مانفريد روس على موقع الاتحاد الدولي للتجديف (الإنجليزية)